# Generale Carlo Montanari (cacciatorpediniere)
Il Generale Carlo Montanari è stato un cacciatorpediniere (e successivamente una torpediniera) della Regia Marina.

## Storia

### Gli anni Venti e Trenta
Costruita tra il giugno 1921 ed il novembre 1922, la nave apparteneva alla Classe Generali. Negli anni venti e trenta l'unità prese parte a varie crociere ed ebbe notevole impiego.
Nella tarda sera del 30 agosto 1923, durante la crisi di Corfù, il Montanari lasciò Taranto insieme ai cacciatorpediniere Generale Antonino Cascino, Giuseppe La Farina, Giacomo Medici e Giacinto Carini, alle corazzate Giulio Cesare e Conte di Cavour, agli incrociatori corazzati San Giorgio e San Marco, all'esploratore Premuda, alle torpediniere 50 OS e 53 AS, ai MAS 401, 404, 406 e 408 ed ai sommergibili Andrea Provana ed Agostino Barbarigo. Tale squadra era incaricata di bombardare ed occupare Corfù: giunta nelle acque dell'isola il 31 agosto, la formazione italiana, dopo aver comunicato al governatore greco le condizioni di resa (ammaino della bandiera greca e sostituzione con quella italiana, resa e disarmo di militari e gendarmi, interruzione di ogni comunicazione, controllo italiano su tutte le attività), aprì il fuoco alle quattro del pomeriggio del 31 agosto. Le navi italiane cannoneggiarono la Fortezza Vecchia e la Fortezza Nuova di Corfù per un quarto d'ora, provocando una decina di morti e parecchi feriti tra i profughi che vi si erano rifugiati, poi il governatore greco si arrese e venne sbarcato il corpo di spedizione italiano, costituito dalle compagnie da sbarco delle navi italiane, dal 48º Reggimento Fanteria «Ferrara» (provvisto di una batteria di otto cannoni da 75 mm) e da una brigata di fanteria con 5000 uomini. La maggior parte delle navi rientrò poi a Taranto, mentre rimasero a Corfù i cinque cacciatorpediniere (tra cui il Montanari), uno degli incrociatori corazzati, alcuni sommergibili ed i MAS. Risolto il dissidio tra Italia e Grecia, le navi italiane lasciarono Corfù tra il 24 ed il 29 settembre, insieme alle truppe precedentemente sbarcate.
Nel 1927 il cacciatorpediniere fu stazionario a Tripoli. Nel 1929 il Montanari, insieme ai gemelli Generale Antonio Cantore, Generale Marcello Prestinari e Generale Achille Papa e ad un altro cacciatorpediniere, il Giuseppe La Masa, formava la VI Squadriglia Cacciatorpediniere, che, insieme alla V Squadriglia (quattro unità) ed all'esploratore Carlo Mirabello, costituiva la 3ª Flottiglia della II Divisione Siluranti, aggregata alla 2ª Squadra, con base a Taranto. Il 1º ottobre 1929 l'unità, come tutte le navi gemelle, fu declassata a torpediniera.
Nel 1936, in seguito a lavori di modifica, la Montanari fu dotata di strumentazioni per effettuare il dragaggio di mine in corsa. Nel 1939 la torpediniera venne sottoposta a lavori di rimodernamento dell'armamento, in seguito ai quali i 2 cannoni singoli da 76/40 Ansaldo Mod. 1917 vennero sbarcati e sostituiti con due mitragliere binate Breda 20/65 Mod. 1935 e 2-4 mitragliere singole da 8/80 mm.

### La seconda guerra mondiale

#### 1940-1941
All'ingresso dell'Italia nella seconda guerra mondiale, il 10 giugno 1940, la Montanari faceva parte della II Squadriglia Torpediniere (che formava unitamente alle gemelle Generale Antonino Cascino, Generale Antonio Chinotto e Generale Achille Papa), con base a La Maddalena. Durante la guerra la nave fu impiegata in missioni di scorta dapprima verso la Libia e successivamente in altre aree del Mediterraneo, venendo nuovamente spostata sulle rotte libiche a metà del 1942.
Nel periodo compreso tra il 6 giugno ed il 10 luglio 1940 la Montanari, insieme a Papa, Cascino e Chinotto, ai posamine Durazzo e Pelagosa ed agli incrociatori ausiliari Attilio Deffenu e Caralis, partecipò alla posa di 30 campi minati, 12 dei quali antisommergibile, nelle acque della Sardegna, per un totale di 2196 mine.
Dal 7 al 9 novembre 1940 la torpediniera scortò da Palermo a Tripoli i piroscafi Ernesto ed Ogaden.
Il 21 febbraio 1941, alle 19:30, la nave lasciò Trapani per scortare a Tripoli i piroscafi Sabbia e Silvia Tripcovich, ma alle 17:30 del 22 febbraio il convoglio fu attaccato, nel punto 35°47' N e 11°13' E, dal sommergibile HMS Ursula, che silurò il Sabbia: la Montanari dapprima diede la caccia all'Ursula, danneggiandolo, poi scortò il danneggiato Sabbia a Tripoli, dove giunse all'una del pomeriggio del 24. Il Silvia Tripcovich, che aveva proseguito senza scorta, scomparve per cause sconosciute, e la sua perdita fu attribuita all'urto con una mina.
Il 10 aprile, alle 13:30, la Montanari salpò da Palermo per scortare a Tripoli, insieme alle torpediniere Giuseppe Missori e Perseo, i piroscafi Bosforo ed Ogaden e le navi cisterna Persiano e Superga. Il convoglio subì due attacchi di sommergibili: il primo, infruttuoso, il giorno 11, da parte dell'HMS Upholder, al largo di Capo Bon; il secondo, il giorno successivo, da parte dell'HMS Tetrarch, si concluse con l'affondamento della Persiano, silurata ed incendiata alle 10:20, una trentina di miglia a nordovest di Tripoli, e finita dalla scorta stessa durante il pomeriggio, per l'impossibilità di salvarla) in posizione 33°29' N e 13°01' E, mentre le altre navi raggiunsero Tripoli alle 15 del 12. Da Malta salpò inoltre per intercettare il convoglio (tra l'isola Lampione e le isole Kerkenna) una formazione composta dai cacciatorpediniere Jervis, Janus, Nubian e Mohawk, ma le due formazioni non si incontrarono, anche perché i cacciatorpediniere non ricevettero un messaggio da parte del sommergibile Unique, che aveva avvistato il convoglio, e che aveva corretto l'informazione sulla sua velocità.
Lo stesso 12 aprile la Montanari, ripartita da Tripoli, si aggregò, insieme alla torpediniera Circe, alla scorta di un convoglio composto dai trasporti Ankara, Marburg, Galilea, Reichenfels e Kibfels scortati dai cacciatorpediniere Dardo, Ugolino Vivaldi, Antonio da Noli e Lanzerotto Malocello. Anche questo convoglio sfuggì all'intercettazione da parte dei cacciatorpediniere inglesi, abbattendo inoltre, nella notte tra il 12 ed il 13, due aerei dell'830th Squadron della Fleet Air Arm che con altri avevano attaccato le navi italiane.
Alle 19:30 del 10 luglio la nave salpò da Brindisi per scortare a Bengasi la motonave Caldea (partita alle 19), avente un carico di 2107 tonnellate di provviste e munizioni. Dopo una sessantina di ore di navigazione senza intoppi il convoglio incontrò due pescherecci pilota mandatigli incontro ed imboccò la rotta di sicurezza, percorrendola per sette miglia, ma alle 9:10 (o 9:30) del 13, a sole dodici miglia dal porto, il sommergibile britannico Taku lanciò quattro siluri – a 10 miglia per 312° da (a nordovest di) Bengasi – contro la Caldea, che ne evitò tre con la manovra ma fu colpita dal quarto al centro, a dritta, affondando in sette minuti. La Montanari diede la caccia al sommergibile, ma senza risultati, mentre i pescherecci trassero in salvo tutto l'equipaggio della motonave, ad eccezione di due uomini che risultarono dispersi (tre dei superstiti erano feriti, ed uno di essi morì per le ferite riportate).
Dal 19 al 22 luglio l'unità scortò da Tripoli a Palermo, unitamente alla torpediniera Centauro, la nave cisterna Panuco, che, danneggiata a Tripoli da tre aerosiluranti durante un attacco aereo, rientrava in Italia con il proprio carico ancora a bordo, non avendolo potuto scaricare.
Tra la fine del 1941 e gli inizi del 1942 la torpediniera venne impiegata per alcuni mesi sulle rotte da e per la Grecia, svolgendo una quindicina di missioni. Il 18 novembre 1941 la Montanari scortò da Patrasso a Bari, insieme ad un'altra anziana torpediniera, la Francesco Stocco, ed all'incrociatore ausiliario Attilio Deffenu, i piroscafi Francesco Crispi e Piemonte e la motonave Viminale, che trasportavano 4120 militari rimpatrianti. Il 28 dicembre la Montanari scortò da Taranto a Patrasso il piroscafo tedesco Livorno.

#### 1942
Il 5 gennaio 1942 la Montanari fu inviata sul luogo dell'affondamento dell'incrociatore ausiliario Città di Palermo, che, colpito da due siluri lanciati dal sommergibile britannico Proteus intorno alle otto del mattino, era affondato in sei minuti circa tre miglia a nordovest di Capo Dukato (Cefalonia). La torpediniera giunse in zona poco più di mezz'ora dopo l'affondamento, preceduta da un dragamine e da un motopeschereccio, e seguita dalla cisterna militare Sesia e dal piroscafo Tergeste, ma in tutto non poterono essere salvati che, a seconda delle fonti, 60 (su 981 persone a bordo) od un'ottantina (su circa 750 imbarcati) di naufraghi, mentre la larghissima maggioranza delle persone a bordo del Città di Palermo affondò con la nave o morì in mare per ipotermia.
Il 14 gennaio la Montanari scortò il piroscafo tedesco Cagliari, al servizio della Wehrmacht, da Valona a Corfù e quindi a Patrasso, mentre il 22 gennaio fu di scorta ai piroscafi Maddalena ed Arezzo ed alla pirocisterna Celeno in navigazione da Patrasso a Corfù.
Il 30 gennaio la nave, insieme ad un'altra vetusta torpediniera, la Solferino, scortò il piroscafo cisterna tedesco Thessalia da Corfù a Patrasso. Durante la navigazione, alle 9:25 del 30 gennaio, il sommergibile britannico Thunderbolt attaccò il convoglio: alle 8:09 il sommergibile avvistò la Montanari, che procedeva con rotta nordovest verso il faro di Capo Dukato, ed alle 9:18, tornato a quota periscopica dopo una breve immersione a quota più profonda in conseguenza di un attacco aereo, avvistò, in posizione 38°35' N e 20°25' E (circa sette miglia ad est di Capo Dukato), tutte e tre le navi (la Thessalia al centro, la Solferino a dritta e la Montanari a sinistra), con rilevamento 343°, a 5900 metri di distanza e con rotta 160°. Alle 9:39 il Thunderbolt lanciò quattro (o tre) siluri contro la Thessalia, da meno di 2300 metri: la Solferino, tuttavia, che era a poco più di 900 metri dal sommergibile, avvistò due delle armi (che apparivano dirette contro di essa), contromanovrò prontamente, schivando i due siluri, e passò al contrattacco, eseguendo caccia antisommergibile: dapprima gettò due bombe di profondità la cui esplosione scosse violentemente il Thunderbolt. In seguito vennero lanciate altre 27 cariche di profondità, senza tuttavia arrecare gravi danni al Thunderbolt.
Il 3 febbraio la torpediniera, unitamente all'incrociatore ausiliario Brindisi ed alla Solferino, scortò i trasporti truppe Galilea, Piemonte e Viminale in navigazione da Patrasso a Bari con truppe che rimpatriavano. Il 7 febbraio Brindisi e Montanari scortarono da Bari a Corfù i piroscafi Rosario e Salvatore, con truppe e rifornimenti, mentre l'indomani la Montanari, insieme agli incrociatori ausiliari Città di Napoli ed Egitto ed alle torpediniere Stocco ed Antares, scortò da Corfù a Patrasso un convoglio composto dalla motonave Città di Bergamo e dai piroscafi da carico Potestas, Volodda, Vesta, Mameli, Hermada, Rosario e Salvatore.
Il 12 febbraio la Montanari si trasferì da Corfù a Patrasso scortando il piroscafo Hermada, mentre cinque giorni più tardi fu di scorta, insieme al cacciatorpediniere Turbine, alla cisterna militare Prometeo, in navigazione da Patrasso a Navarino. Il 21 febbraio la torpediniera scortò di nuovo la Prometeo da Navarino a Patrasso, dopo di che, l'indomani, lasciò Patrasso e scortò a Corfù il piroscafo tedesco Hans Harp e l'italiano Mameli. Il 24 febbraio la Montanari scortò da Corfù a Patrasso il piroscafo Audace.
Il 4 marzo l'unità, insieme al Turbine ed alla torpediniera Antonio Mosto, scortò da Patrasso a Bari, via Corfù, i piroscafi Piemonte, Galilea e Francesco Crispi e la motonave Viminale, carichi di truppe che rimpatriavano. Il 1º aprile la nave scortò da Patrasso a Corfù i piroscafi Audace e Salvatore.
Successivamente la nave venne nuovamente trasferita in Libia. Il 13 ed il 14 aprile, durante l'operazione di traffico «Aprilia», la Montanari fu impegnata, insieme alla VI Flottiglia dragamine della Kriegsmarine (R 9, R 12, R 15) in un rastrello antisommergibile tra Tripoli e Misurata, con il lancio di numerose bombe di profondità ma nessun risultato concreto.

Alle 12:30 dell'11 agosto la Montanari lasciò Bengasi per scortare a Tripoli il piroscafo Ogaden; il giorno seguente, a nordovest do Ras el Tin, il sommergibile HMS Porpoise attaccò il convoglio, mancando la Montanari ma colpendo, alle 8:35, l'Ogaden (con a bordo 200 prigionieri di guerra), che, centrato anche da un secondo siluro, affondò rapidamente a circa 9 per 308° da Ras el Tin. 

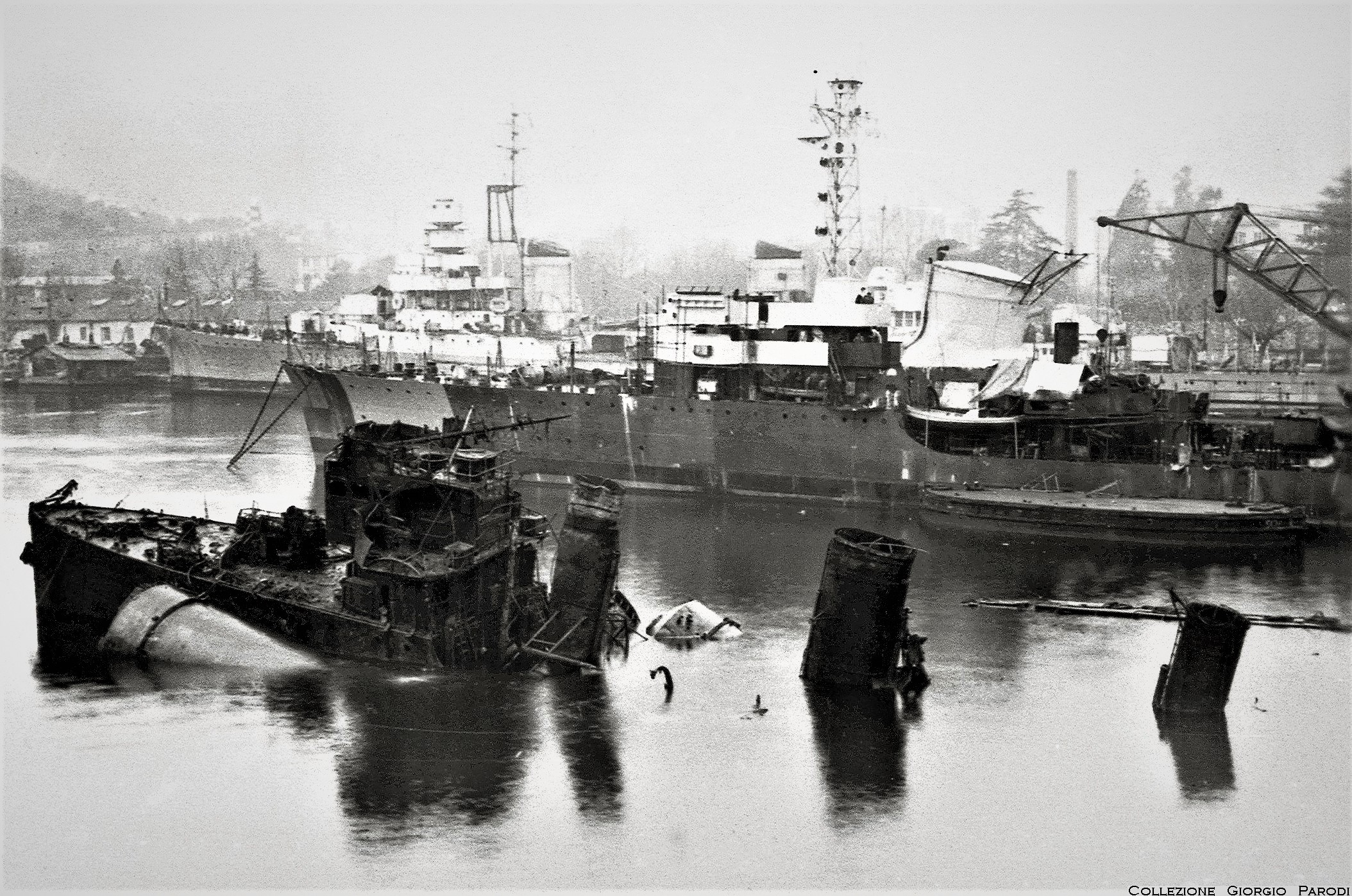
1949: il recupero del relitto della Montanari dalle acque del porto di La Spezia.

Alle 19 del 3 settembre la Montanari salpò da Bengasi per scortare a Tobruch il piroscafo Albachiara. All'1:35 del 5 settembre, tuttavia, il mercantile venne colpito da un siluro lanciato dal sommergibile britannico Traveller e s'inabissò a 24 miglia per 15° da Ras el Tin (costa libica) e 46 miglia a nordovest di Derna.
Il 14 settembre 1942 la nave fu coinvolta nei combattimenti per la difesa di Tobruk durante l'attacco inglese denominato operazione Daffodil. Trovandosi ormeggiata in porto insieme alla gemella Cascino e ad una terza torpediniera, la Castore, la nave aprì il fuoco quando, intorno alle tre di notte, dieci motosiluranti inglesi attaccarono il porto di Tobruk: sparando nel buio, le torpediniere italiane affondarono o danneggiarono alcune delle unità attaccanti, e, insieme alle 17 motozattere poste a difesa del porto dopo l'inizio dell'incursione, respinsero l'attacco. La Montanari e la Castore vennero poi fatte partire intorno alle otto del mattino per recuperare e catturare i naufraghi britannici ed i loro mezzi danneggiati, ed individuarono anche la motosilurante britannica MTB 314, che era stata portata all'incaglio a Marsa Umm el Sciausc sotto il tiro della motozattera italiana MZ 756 (e fu poi catturata dal dragamine tedesco R 10). Le due torpediniere, insieme a quattro motozattere tedesche, una italiana e ad un rimorchiatore fatti partire in contemporanea, recuperarono 476 uomini. Vennero catturati anche due mezzi da sbarco che cercavano di dirigere a lento moto verso Alessandria d'Egitto.

#### 1943 e perdita

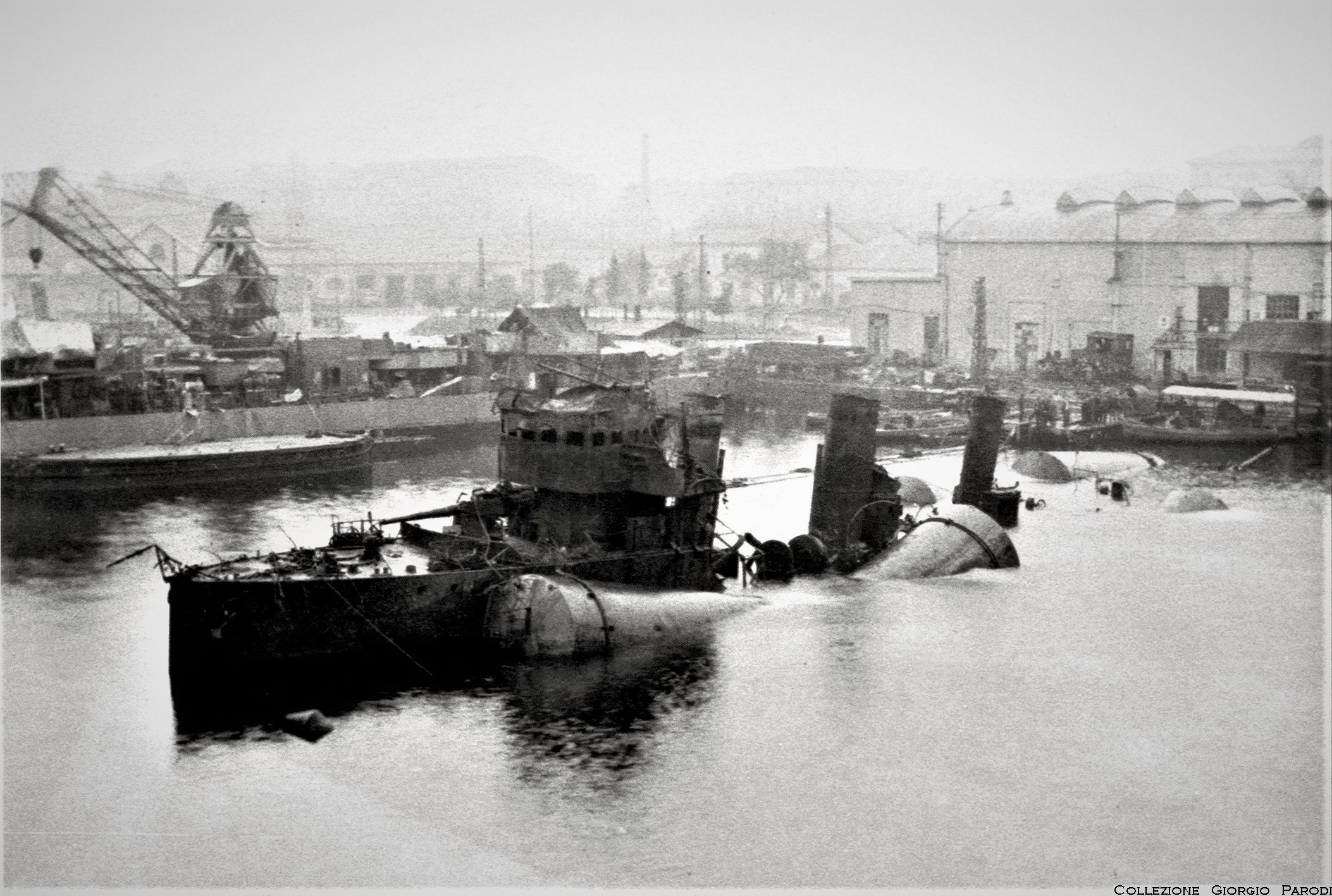
Un'altra immagine del recupero della Montanari nel 1949.

Il 17 gennaio 1943, alle 2:30, la Montanari lasciò Palermo insieme alle più moderne torpediniere Castore e Libra per scortare a Tunisi i trasporti Campania, Jacques Schiaffino e Gerda Toft. Le navi giunsero a destinazione indenni alle 7 del 18 gennaio, dopo aver evitato un attacco con siluri da parte di un sommergibile (a nordovest di Marettimo, alle 20:30 del 17) ed un attacco aereo (al largo delle Egadi, alle 00:30 del 18).
Il 7 febbraio 1943, durante un bombardamento aereo su Napoli da parte di 20 velivoli della Ninth Air Force (con obiettivo il porto) la Montanari fu colpita e danneggiata da una bomba. Le riparazioni si svolsero a La Spezia.
All'annuncio dell'armistizio la Montanari si trovava ancora nella piazzaforte ligure, e lì si autoaffondò il 9 settembre 1943, per evitare la cattura da parte delle forze tedesche.
Recuperata dai tedeschi, la nave risultò inutilizzabile e dunque non fu riparata. La Montanari fu nuovamente affondata nel porto di La Spezia il 4 ottobre 1944, benché le fonti discordino sulla causa: alcune ne indicano la distruzione ad opera dei tedeschi stessi, altre l'affondamento (più probabile) da parte di aerei angloamericani. Il relitto della vecchia torpediniera venne recuperato nel 1949 e demolito.